# Министерство здравоохранения, социального обеспечения и спорта Нидерландов
Министерство здравоохранения, социального обеспечения и спорта работает в трёх областях: здравоохранение, благосостояние и социально-культурные работы и спорт.

## Организационная структура
Министерство в настоящее время возглавляет два министра и один государственный секретарь. Главный офис министерства находится в центре Гааги. Государственная служба во главе с генеральным секретарём и заместителем генерального секретаря возглавляет систему трёх управлений :
- Общественного здоровья, ответственного за безопасность, профилактику и спорт;
- Здравоохранения, ответственного за медицину и медицинское страхование
- Молодежи и социального обеспечения

Министерство также отвечает за несколько автономных учреждений, и прежде всего:
- Администрация социально-культурного планирования
- Национальный институт общественного здравоохранения и окружающей среды Нидерландов

## История
Министерство было образовано в 1952 году и носило название Министерство социальной работы. В 1965 году ему было также поручена область культуры и отдыха, и оно было названо Министерством культуры, труда и социального отдыха. Между 1951 и 1973 годами оно называлось Министерством социальных дел и здравоохранения. В 1973 году было сформировано отдельное Министерство здравоохранения и окружающей среды. В 1982 году эти два министерства объединились в Министерство здравоохранения, социального обеспечения и спорта. Обязанности, касающиеся окружающей среды и природопользования были отданы вновь реорганизованному Министерству жилищного строительства, территориального планирования, окружающей среды, сельского хозяйства, природы и рыболовства. В 1996 году ответственность за культуру была переведена во вновь реорганизованное Министерство образования, науки и культуры.